# George Balch Wilson
 (juillet 2025).
Si vous disposez d'ouvrages ou d'articles de référence ou si vous connaissez des sites web de qualité traitant du thème abordé ici, merci de compléter l'article en donnant les références utiles à sa vérifiabilité et en les liant à la section « Notes et références ».
Pour les articles homonymes, voir Wilson.
George Balch Wilson, né en 1927 à Grand Island (Nebraska) et mort le 12 octobre 2021 à Ann Arbor, est un compositeur américain particulièrement connu pour ses contributions à la musique électronique. Il a remporté en 1955 le Prix de Rome en composition. Il a enseigné plus de 30 ans à l'Université du Michigan, dont il a fondé et dirigé le studio de musique électronique. À sa retraite, il a été nommé professeur émérite.

## Jeunesse
Wilson est né à Grand Island, dans le Nebraska, en 1927. Il a grandi à Lincoln, dans le même État. Son père était un flûtiste et clarinettiste amateur et sa mère était pianiste. Durant la Grande Dépression, elle a gagné de l'argent pour la famille en accompagnant des films muets. Ses parents jouaient souvent en duo chez eux et emmenaient leur fils à des concerts d'orchestre locaux, comme le Lincoln Symphony. Ils lui donnaient aussi des cours de musique. Bien que cela lui donnât l'amour de la musique, la crainte de jouer en public l'a fait renoncer à poursuivre des études musicales. Durant son adolescence, il a pris des leçons de piano par intermittence. Son père était aussi le seul médecin à des kilomètres à la ronde, et la famille avait donc des contacts avec la communauté sioux locale. Dès cette période, Wilson a été fasciné par les arts, l'histoire et les langues des Sioux, des Hopis et des Navajos.
Le jeune Wilson était aussi intéressé par la photographie et à douze ans, il a commencé à travailler comme technicien de laboratoire pour la branche locale du Natural Resources Conservation Service (en). L'année de ses treize ans, sa famille a déménagé à Denver, dans le Colorado, où il est allé au lycée tout en travaillant comme technicien pour un photographe portraitiste. À 18 ans, il a été brièvement opérateur radio-mitrailleur dans l'United States Air Force avant d'être réaffecté comme formateur à l'école de photographie de la base aérienne de Lowry Field. C'est là qu'il a commencé à se lasser de la photographie et a réalisé que sa vraie passion était la musique.

## Formation
En 1947, Wilson s'est inscrit au programme de musique de l'Université du Michigan grâce au financement du G.I. Bill. Il a obtenu un bachelor, un master puis un doctorat, tous en composition musicale. Il a compté parmi ses professeurs Percy Price, Homer Keller (en) et Ross Lee Finney. En 1953, il a reçu une bourse du Programme Fulbright qui lui a permis de poursuivre ses études en Belgique et en France. Il a notamment étudié avec Jean Absil au Conservatoire royal de Bruxelles et avec Nadia Boulanger à Paris et au Conservatoire américain de Fontainebleau. En 1955, il a reçu le Prix de Rome, qui a encore prolongé ses études en Europe, jusqu'en 1958. Durant cette période il a étudié la musique électronique en Italie. Par la suite il a poursuivi des études dans ce domaine avec Milton Babbitt, Mario Davidovsky, Otto Luening et Vladimir Ussachevsky au Columbia-Princeton Electronic Music Center.

## Carrière
Wilson a rejoint la faculté de composition musicale de l'Université du Michigan en 1959, au cours de ses études doctorales. Il y avait déjà donné des cours de théorie musicale de niveau undergraduate alors qu'il préparait son master. En 1962, il a fondé le studio de musique électronique de l'université grâce à des fonds de la Horace H. Rackham School of Graduate Studies (en). Il l'a conçu sur le modèle du Columbia-Princeton Electronic Music Center et l'a dirigé pendant les trente années suivantes. En 1992 Wilson a produit un concert en son honneur comprenant des œuvres d'étudiants de l'époque, notamment d'Evan Chambers, Leslie Hogan et Michael Angell.
À partir des années 1960, Wilson a fait partie de la scène de musique expérimentale et de performance d'Ann Arbor, avec de grandes installations musicales en quadriphonie dans des parkings souterrains du centre-ville, ou en remplissant les halls de l'école de musique de l'université du Michigan avec des couloirs en plastique gonflable où était diffusée de la musique électroacoustique. Pendant de nombreuses années, il a conduit une coccinelle verte, parfois à travers le centre piétonnier du campus, le Diag (en).
Il a eu notamment pour étudiants John Burke (en), Katt Hernandez, George Crumb, Andrew Paul MacDonald (en), Evan Chambers, Frank Ticheli (en) et Gérard Pape.

## Œuvres choisies
- Adagio, pour cordes et cors (1951)
- Quatuor à cordes en sol (1952)
- Sonate pour alto et piano (1952)
- Fantasy, pour violon et piano (1955–1956)
- Concatenations, pour 12 instruments (1969)
- Exigencies, pour bande magnétique 8 canaux
- Cornices, Architraves, and Friezes, pour violoncelle solo

## Sources
1. ↑  « George Wilson Obituary (1927 - 2021) - Ann Arbor, MI - Ann Arbor News », sur Legacy.com (consulté le 5 octobre 2023)
2. ↑  (en) Martin Brody, Music and Musical Composition at the American Academy in Rome, Boydell & Brewer, 2014 (ISBN 978-1-58046-245-7, lire en ligne)

## Crédit de traduction
- (en) Cet article est partiellement ou en totalité issu de l’article de Wikipédia en anglais intitulé « George Balch Wilson » (voir la liste des auteurs).